# Bretteville-du-Grand-Caux
Bretteville-du-Grand-Caux – miejscowość i gmina we Francji, w regionie Normandia, w departamencie Sekwana Nadmorska.
Według danych na rok 1990 gminę zamieszkiwało 1006 osób, a gęstość zaludnienia wynosiła 88 osób/km² (wśród 1421 gmin Górnej Normandii Bretteville-du-Grand-Caux plasuje się na 236. miejscu pod względem liczby ludności, natomiast pod względem powierzchni na miejscu 272.).